# Tallende
Tallende est une commune française située dans le département du Puy-de-Dôme, en région Auvergne-Rhône-Alpes. Elle fait partie de l'aire d'attraction de Clermont-Ferrand.

## Géographie

### Localisation
Tallende est située au sud de Clermont-Ferrand.
Ses communes limitrophes sont :
|                      | Le Crest |              |
| Saint-Amant-Tallende | Tallende | Veyre-Monton |
|                      | Plauzat  | La Sauvetat  |

### Climat
Pour des articles plus généraux, voir Climat d'Auvergne-Rhône-Alpes et Climat du Puy-de-Dôme.
En 2010, le climat de la commune est de type climat océanique dégradé des plaines du Centre et du Nord, selon une étude du Centre national de la recherche scientifique s'appuyant sur une série de données couvrant la période 1971-2000. En 2020, Météo-France publie une typologie des climats de la France métropolitaine dans laquelle la commune est exposée à un climat de montagne ou de marges de montagne et est dans la région climatique  Nord-est du Massif Central, caractérisée par une pluviométrie annuelle de 800 à 1 200 mm, bien répartie dans l’année. 
Pour la période 1971-2000, la température annuelle moyenne est de 11,1 °C, avec une amplitude thermique annuelle de 16,5 °C. Le cumul annuel moyen de précipitations est de 664 mm, avec 7,6 jours de précipitations en janvier et 6,5 jours en juillet. Pour la période 1991-2020, la température moyenne annuelle observée sur la station météorologique de Météo-France la plus proche, « Plauzat_sapc », sur la commune de Plauzat à 6 km à vol d'oiseau, est de 11,3 °C et le cumul annuel moyen de précipitations est de 606,8 mm,. Pour l'avenir, les paramètres climatiques de la commune estimés pour 2050 selon différents scénarios d'émission de gaz à effet de serre sont consultables sur un site dédié publié par Météo-France en novembre 2022.

## Urbanisme

### Typologie
Au 1er janvier 2024, Tallende est catégorisée bourg rural, selon la nouvelle grille communale de densité à sept niveaux définie par l'Insee en 2022.
Elle appartient à l'unité urbaine de Saint-Amant-Tallende, une agglomération intra-départementale regroupant trois  communes, dont elle est ville-centre,,. Par ailleurs la commune fait partie de l'aire d'attraction de Clermont-Ferrand, dont elle est une commune de la couronne,. Cette aire, qui regroupe 209 communes, est catégorisée dans les aires de 200 000 à moins de 700 000 habitants,.

### Occupation des sols
L'occupation des sols de la commune, telle qu'elle ressort de la base de données européenne d’occupation biophysique des sols Corine Land Cover (CLC), est marquée par l'importance des territoires agricoles (84,5 % en 2018), en diminution par rapport à 1990 (86,4 %). La répartition détaillée en 2018 est la suivante : terres arables (60,6 %), zones agricoles hétérogènes (19,3 %), zones urbanisées (15,5 %), cultures permanentes (4,6 %). L'évolution de l’occupation des sols de la commune et de ses infrastructures peut être observée sur les différentes représentations cartographiques du territoire : la carte de Cassini (XVIIIe siècle), la carte d'état-major (1820-1866) et les cartes ou photos aériennes de l'IGN pour la période actuelle (1950 à aujourd'hui).

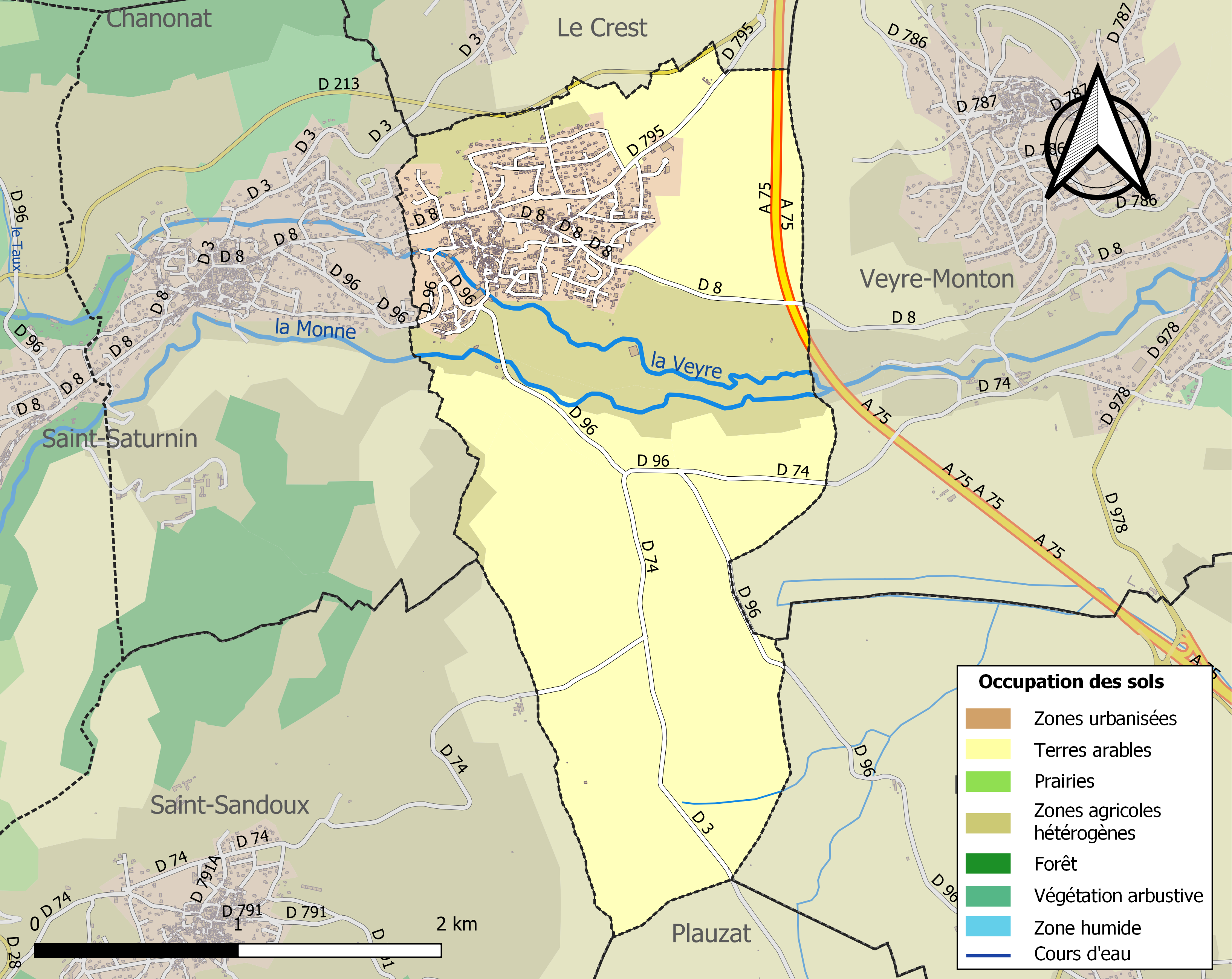
Carte des infrastructures et de l'occupation des sols de la commune en 2018 (CLC).

### Voies de communication et transports
Le territoire communal est traversé par les routes départementales 3 (reliant après troncs communs Saint-Amant-Tallende à Plauzat), 74 (reliant Veyre-Monton à Saint-Sandoux), 96 (reliant Saint-Amant-Tallende à La Sauvetat) et 795. Cette dernière permet de rejoindre la RD 213 et l'autoroute A75, par l'échangeur no 5, en direction de Clermont-Ferrand et le sud de son agglomération.

## Histoire
Tallende, autrefois Telemat, fut sous les Carolingiens, l'un des cinq comtés secondaires de l'Auvergne, avec une viguerie particulière (Clermont, Turluron, Brioude et Carlat (comitatus Cartladensis)).
Au Moyen-Âge, on distinguait Tallende-le-Majeur de Tallende-le-Mineur avec deux seigneuries et deux paroisses.

### Les Templiers et les Hospitaliers
Quant aux Templiers puis aux Hospitaliers de l'ordre de Saint-Jean de Jérusalem, ils étaient installés à l'extérieur du bourg sur l'autre rive de la Monne mais possédaient une maison à l'intérieur de l'enceinte fortifiée de Tallende-le-Majeur. Au XVIIe siècle, ce membre de la commanderie de Courtesserre était désigné sous le nom de « Temple de Saint-Jean de Tallendes » et consistait en une seigneurie uniquement foncière.

## Politique et administration

### Découpage territorial
La commune de Tallende est membre de la communauté de communes Mond'Arverne Communauté, un établissement public de coopération intercommunale (EPCI) à fiscalité propre créé le 1er janvier 2017 siégeant à Veyre-Monton, et par ailleurs membre d'autres groupements intercommunaux. Jusqu'en 2016, elle faisait partie de la communauté de communes Les Cheires.
Sur le plan administratif, elle est rattachée à l'arrondissement de Clermont-Ferrand, à la circonscription administrative de l'État du Puy-de-Dôme et à la région Auvergne-Rhône-Alpes. Jusqu'en mars 2015, elle faisait partie du canton de Veyre-Monton.
Sur le plan électoral, elle dépend du canton des Martres-de-Veyre pour l'élection des conseillers départementaux, depuis le redécoupage cantonal de 2014 entré en vigueur en 2015, et de la quatrième circonscription du Puy-de-Dôme pour les élections législatives, depuis le dernier découpage électoral de 2010.

### Élections municipales et communautaires

#### Élections de 2020
Le conseil municipal de Tallende, commune de plus de 1 000 habitants, est élu au scrutin proportionnel de liste à deux tours (sans aucune modification possible de la liste), pour un mandat de six ans renouvelable. Compte tenu de la population communale, le nombre de sièges à pourvoir lors des élections municipales de 2020 est de 19. Les dix-neuf conseillers municipaux (issus d'une liste unique) sont élus au premier tour, le 15 mars 2020, avec un taux de participation de 35,43 %.
Deux sièges sont attribués à la commune au sein du conseil communautaire de la communauté de communes Mond'Arverne Communauté.

#### Chronologie des maires
| Période                                  | Période                       | Identité           | Étiquette | Qualité   |
| ---------------------------------------- | ----------------------------- | ------------------ | --------- | --------- |
| Les données manquantes sont à compléter. |                               |                    |           |           |
| 1868                                     | 1888                          | Bohat-Combas       |           |           |
| 1888                                     | 1892                          | Charles Chandezon  |           |           |
| 1892                                     | 1895                          | Emile Derne        |           |           |
| 1895                                     | 1896                          | David-Derne        |           |           |
| 1896                                     | 1900                          | Charles Chandezon  |           |           |
| ...                                      | ...                           | ...                | ...       | ...       |
| mars 2001                                |                               | Paul de Saint Jean |           |           |
| mars 2008                                |                               | Serge Gaume        |           |           |
| mars 2014                                | En cours (au 21 juillet 2021) | Éric Brun,         |           | Imprimeur |

## Population et société

### Démographie
L'évolution du nombre d'habitants est connue à travers les recensements de la population effectués dans la commune depuis 1872. Pour les communes de moins de 10 000 habitants, une enquête de recensement portant sur toute la population est réalisée tous les cinq ans, les populations de référence des années intermédiaires étant quant à elles estimées par interpolation ou extrapolation. Pour la commune, le premier recensement exhaustif entrant dans le cadre du nouveau dispositif a été réalisé en 2008.

En 2022, la commune comptait 1 565 habitants, en évolution de +1,69 % par rapport à 2016 (Puy-de-Dôme : +2,1 %, France hors Mayotte : +2,11 %).
| 1872 | 1876 | 1881 | 1886 | 1891 | 1896 | 1901 | 1906 | 1911 |
| ---- | ---- | ---- | ---- | ---- | ---- | ---- | ---- | ---- |
| 685  | 678  | 652  | 704  | 716  | 747  | 631  | 583  | 555  |

| 1921 | 1926 | 1931 | 1936 | 1946 | 1954 | 1962 | 1968 | 1975 |
| ---- | ---- | ---- | ---- | ---- | ---- | ---- | ---- | ---- |
| 490  | 473  | 472  | 386  | 439  | 443  | 468  | 478  | 515  |

| 1982 | 1990 | 1999  | 2006  | 2008  | 2013  | 2018  | 2022  | - |
| ---- | ---- | ----- | ----- | ----- | ----- | ----- | ----- | - |
| 616  | 970  | 1 150 | 1 478 | 1 574 | 1 562 | 1 503 | 1 565 | - |

### Enseignement
Tallende dépend de l'académie de Clermont-Ferrand. Elle gère une école maternelle et une école élémentaire publiques.
Hors dérogations à la carte scolaire, les collégiens se rendent au collège Jean-Rostand des Martres-de-Veyre, et les lycéens au lycée René-Descartes de Cournon-d'Auvergne.

## Culture locale et patrimoine

### Lieux et monuments

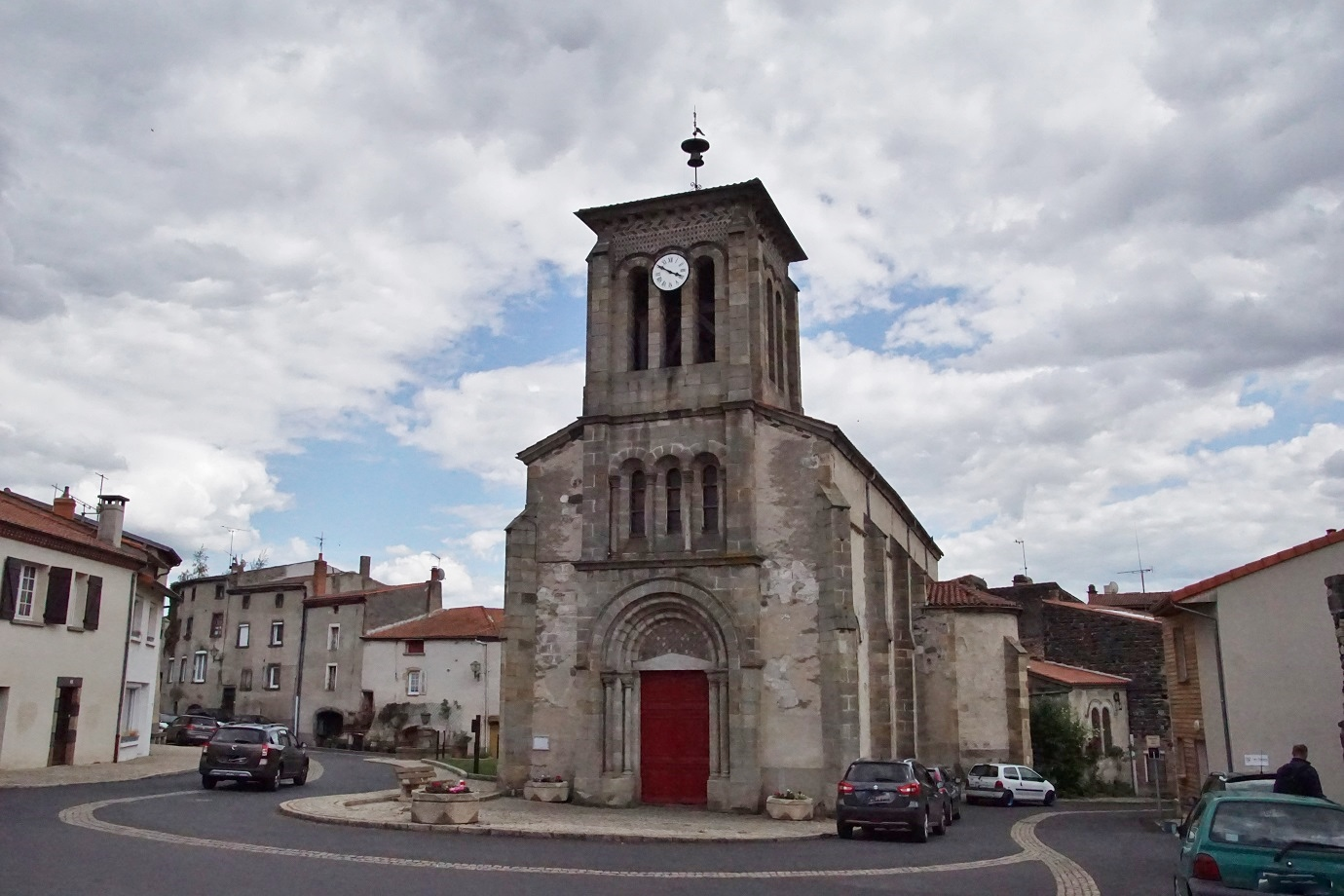
Église Saint-Pierre de Tallende.

- Église paroissiale Saint-Pierre.